# Större pivi
Större pivi (Contopus pertinax) är en fågel i familjen tyranner inom ordningen tättingar. Den förekommer från sydvästra USA till norra Nicaragua.

## Kännetecken

### Utseende
Större pivi är som namnet antyder en stor (17–19 cm) medlem av släktet. Den har en relativt lång och kluven stjärt och rundare vingar än nord-, öst- och västpivierna. Fjäderdräkten är gråbrun ovan med gråaktiga dubbla vingband, undersidan enfärgat gråaktig utan streckning. På huvudet syns en tunn och spetsig tofs.

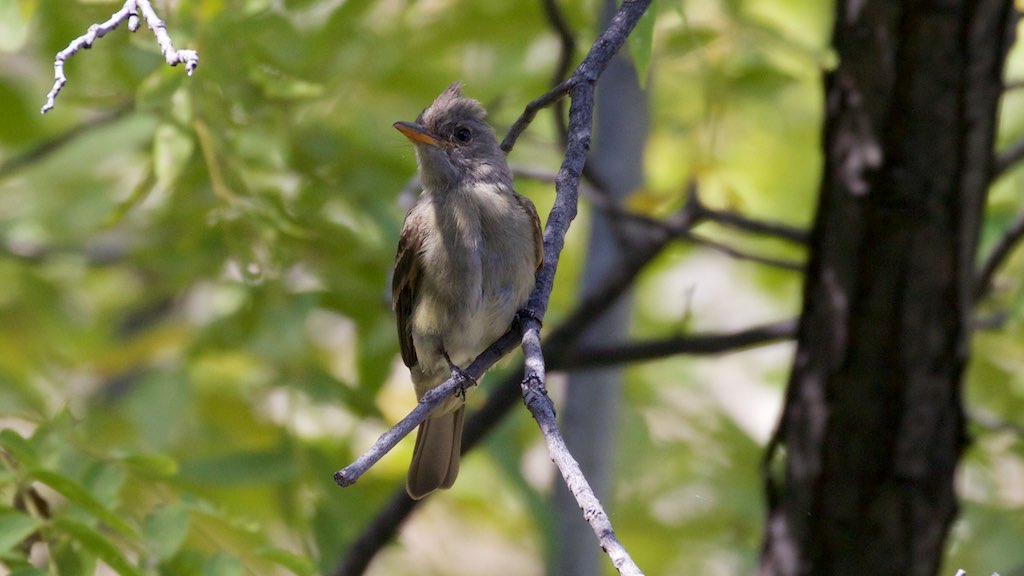
Större pivi i Greater Hunter Canyon, Sierra Vista, Arizona.

### Läte
Sången beskrivs i engelsk litteratur som ett slött och klart visslande "soo saay sooweeoo". Bland lätena hörs mjuka "hoo didip" och låga "pip" eller "pip-pip-pip".

## Utbredning och systematik
Större pivi delas in i två distinkta underarter med följande utbredning:
- Contopus pertinax pertinax – häckar från sydvästra USA till södra Mexiko. Övervintrar så långt söderut som till Belize och Guatemala
- Contopus pertinax minor – förekommer på höglandet i Belize, Honduras, El Salvador och norra Nicaragua

Arten är nära släkt med mörk pivi (C. lugubris) och rökpivi (C. fumigatus) och har behandlats som underart till den senare arten.

## Levnadssätt
Större pivi hittas i bergsbelägna tallskogar, med eller utan inslag av ek. Födan består under häckningstid av insekter som den fångar i luften från en exponerad sittplats. Vintertid kan den också ta frukt. Fågeln häckar från maj till juli, med parformering i mars i El Salvador.
Fågeln försvarar boet aggressivt och kan driva bort större fåglar och däggdjur. Möjligen därför bygger flera mindre fågelarter gärna sina bon nära större pivin, som blygrå vireo, tegelröd tangara och tallsmyg.

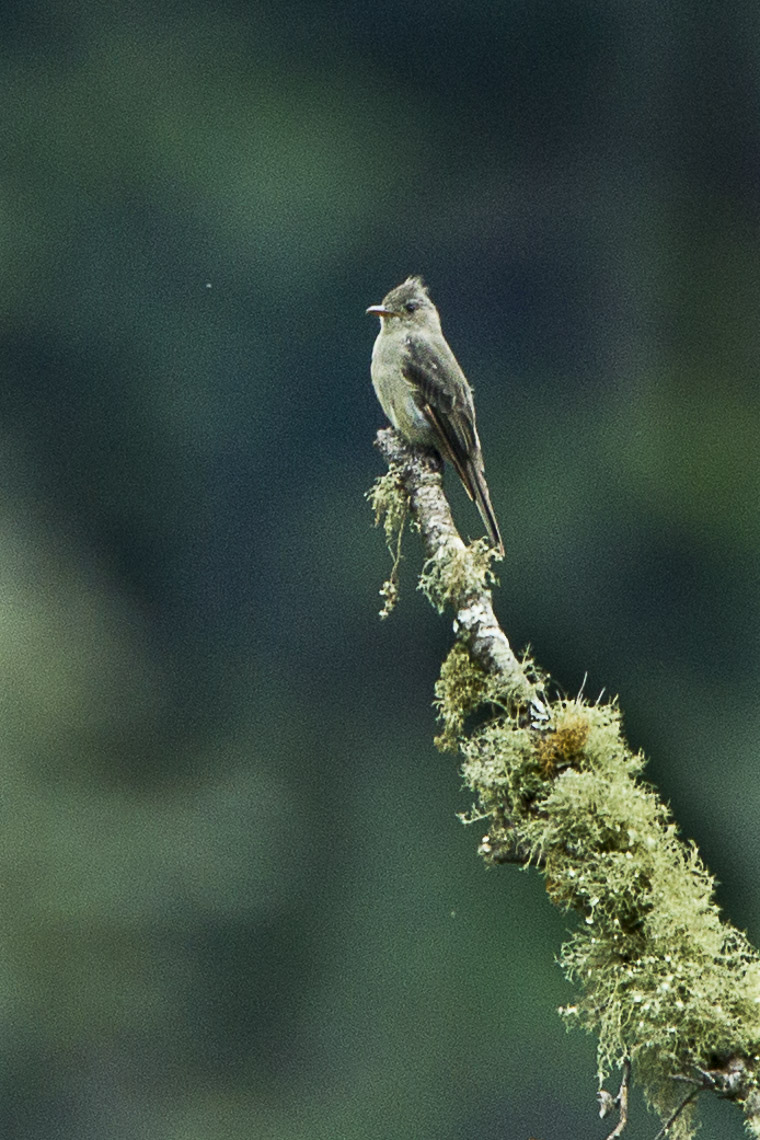
Större pivi fotograferad i Oaxaca, Mexiko.

## Status och hot
Arten har ett stort utbredningsområde och en stor population, men tros minska i antal, dock inte tillräckligt kraftigt för att den ska betraktas som hotad. Internationella naturvårdsunionen IUCN kategoriserar därför arten som livskraftig (LC). Världspopulationen uppskattas till två miljoner häckande individer.